# Dichetophora hendeli
Dichetophora hendeli är en tvåvingeart som först beskrevs av Kertesz 1901.  Dichetophora hendeli ingår i släktet Dichetophora och familjen kärrflugor. Inga underarter finns listade i Catalogue of Life.